# Sylvia Cheeseman
Sylvia Cheeseman (Reino Unido, 19 de mayo de 1929) fue una atleta británica, especializada en la prueba de 4 x 100 m en la que llegó a ser medallista de bronce olímpica en 1952.

## Carrera deportiva
En los JJ. OO. de Helsinki 1952 ganó la medalla de bronce en los relevos 4 x 100 metros, con un tiempo de 46.2 segundos, tras Estados Unidos (oro) y Alemania, siendo sus compañeras de equipo June Foulds, Jean Desforges y Heather Armitage.